# Ariane (Martinů)
Ariane, H. 370, és una òpera en un acte amb música de Bohuslav Martinů i llibret en francès del compositor pres de l'obra de teatre Le Voyage de Thésée de Georges Neveux, qui també havia proporcionat al compositor el text de l'òpera Julietta. La primera representació va tenir lloc el 2 de març de 1961 al Musiktheater im Revier de Gelsenkirchen, Alemanya, dos anys després de la mort del compositor.
Martinů va compondre Ariane el 1958 mentre treballava en la seva última òpera, La passió grega –la va descriure en una carta a la seva família com «prendre's un descans» de l'obra major. La composició li va portar una mica més d'un mes. L'estil de bravesa de l'escriptura d'Ariane reflecteix l'admiració de Martinů per Maria Callas. L'òpera té un estil directament líric amb referències deliberades a les òperes de Monteverdi i altres compositors antics.

## Origen i context
Martinů va encarregar al poeta francès Georges Neveux, conegut pel seu estil surrealista, un llibret per a una nova obra. Neveux va respondre amb una creació excel·lent, considerada una de les seves millors, que s'inspira en la tradició francesa de reinterpretar els mites grecs clàssics per reflexionar sobre les experiències humanes contemporànies.